# Paracentrobia yasumatsui
Paracentrobia yasumatsui är en stekelart som beskrevs av Subba Rao 1974. Paracentrobia yasumatsui ingår i släktet Paracentrobia och familjen hårstrimsteklar. Inga underarter finns listade i Catalogue of Life.